# 邁內勒爾 (加利福尼亞州)
邁內勒爾（英語：Mineral）是位於美國加利福尼亞州蒂黑馬縣的一個人口普查指定地區。

## 地理
邁內勒爾的座標為40°21′20″N 122°34′02″W / 40.35556°N 122.56722°W，而該地最高點為海拔高度1499米（即4918英尺）。

## 人口
根據2010年美國人口普查的數據，邁內勒爾的面積為115.192平方千米，當中陸地面積為114.905平方千米，而水域面積為0.287平方千米。當地共有人口123人，而人口密度為每平方千米1人。